# Lizzo

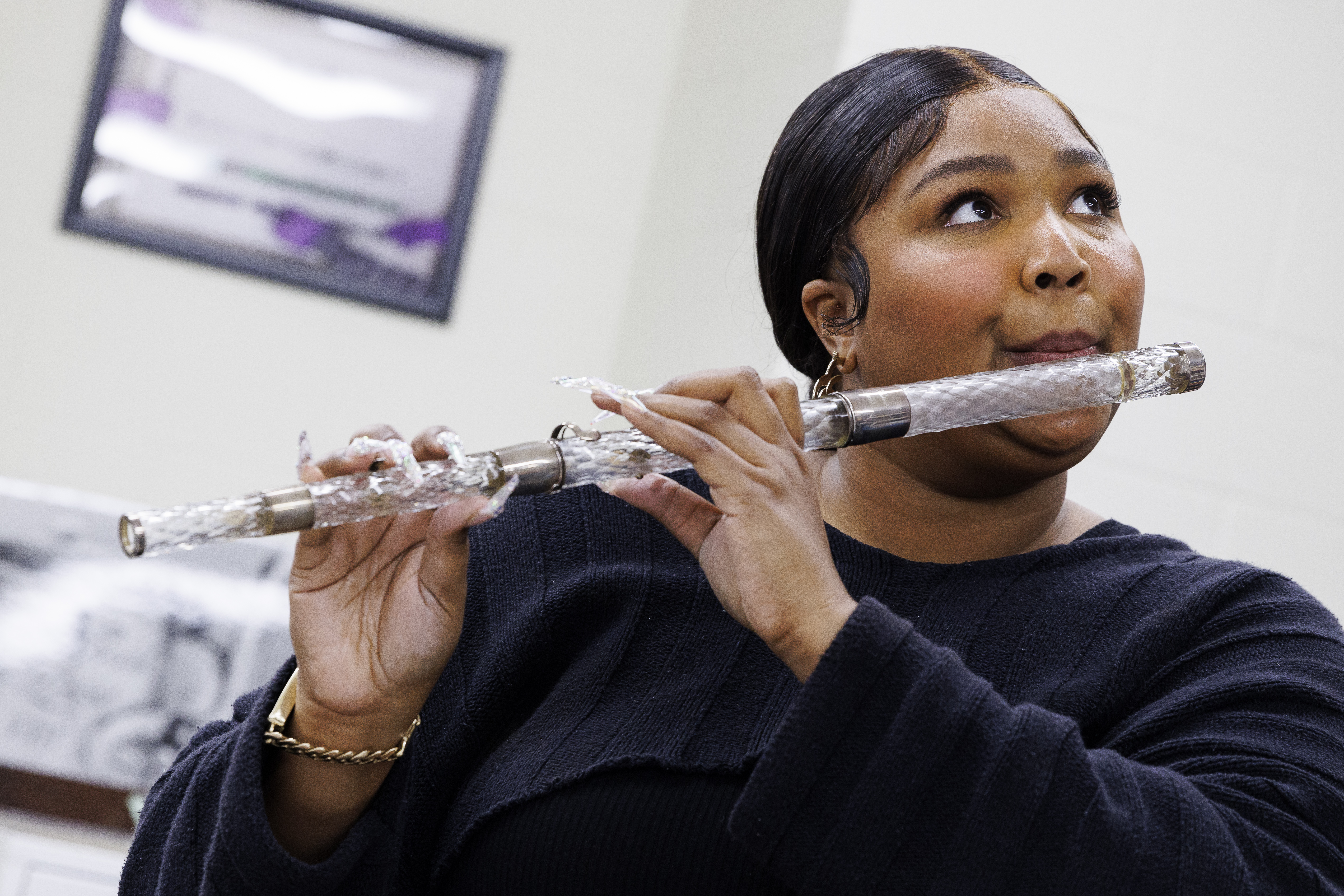
Lizzo spelar på James Madisons kristallflöjt från 1813.

Lizzo, artistnamn för Melissa Viviane Jefferson, född 27 april 1988 i Detroit, är en amerikansk sångare, rappare och flöjtist.

## Biografi
Lizzo föddes i Detroit och flyttade till Houston med sin familj när hon var 10 år. Hon började då spela flöjt och fortsatte sedan med att studera klassisk musik med flöjt som huvudämne vid University of Houston. Vid 21 års ålder avbröt hon studierna och flyttade till Minneapolis där hon inledde sin hiphopkarriär.
År 2013 släppte hon sitt debutalbum Lizzobangers som 2015 följdes av Big Grrrl Small World. Det breda genombrottet kom med tredje albumet Cuz I Love You som släpptes 2019. Singeln "Truth Hurts" toppade Billboard Hot 100 i sju veckor och kom att slå rekord som den låt av en kvinnlig solorappare som toppat listan längst. Hon nominerades i åtta kategorier vid Grammygalan 2020 och vann tre av dem. År 2022 släpptes hennes fjärde fullängdsalbum Special, vars första singel About Damn Time vann en Grammy som Årets inspelning (Record of the Year) på 2023 års Grammygala.
2022 bjöd Carla Hayden, chefsbibliotekarie för USA:s kongressbibliotek, in Lizzo till kongressbiblioteket för att besöka världens största flöjtsamling. På plats fick Lizzo möjlighet att spela på några av flöjterna, bland annat president James Madisons flöjt av kristallglas från 1813. Hon fick även möjlighet att använda flöjten på en konsert.

## Privatliv
I augusti 2023 lämnade tre före detta dansare in en stämningsansökan mot Lizzo, hennes produktionsbolag, och hennes danskapten Shirlene Quigley, och anklagade dem för sexuella, religiösa och rasistiska trakasserier, diskriminering av funktionshinder, misshandel, olaga frihetsberövande, skapande av en fientlig arbetsmiljö, och vikthån. Efter anklagelserna visade en tidigare kreativ chef för Lizzo och ytterligare en före detta dansare stöd för de tre kärandena och sa att de båda hade liknande erfarenheter av att arbeta med Lizzo.
Filmskaparen Sophia Nahli Allison uttryckte sitt stöd för dansarna. Hon reste med Lizzo 2019 för en dokumentär men hoppade av projektet. Allison skrev, "Jag såg hur arrogant, självcentrerad och ovänlig hon är... att läsa dessa rapporter fick mig att inse hur farlig situation det var."
Lizzo förnekade anklagelserna mot henne och kallade dem "orimliga".

## Diskografi

### Album
- 2013 – Lizzobangers
- 2015 – Big Grrrl Small World
- 2019 – Cuz I Love You
- 2022 – Special

### Blandband
- 2012 – Due Process & Product (med Johnny Lewis)
- 2012 – We Are the Chalice (med Sophia Eris and Claire de Lune)

### EP
- 2015 – Grrrl Prty X Bionik (som Grrrl Prty)
- 2016 – Coconut Oil
- 2022 – You're Special, Love Lizzo

### Singlar
- 2013 – Batches and Cookies (med Sophia Eris)
- 2013 – Wegula (som Grrrl Prty)
- 2013 – Night Watch (som Grrrl Prty)
- 2014 – Let 'Em Say (med Caroline Smith)
- 2014 – Paris
- 2014 – Faded
- 2015 – Humanize
- 2015 – Ain't I
- 2015 – My Skin
- 2015 – Never Felt Like Christmas
- 2016 – Basement Queens (med Sad13)
- 2016 – Good as Hell (första släpp)
- 2016 – Phone
- 2017 – Water Me
- 2017 – Truth Hurts (första släpp)
- 2018 – Fitness
- 2018 – Boys
- 2019 – Juice
- 2019 – Truth Hurts (omsläpp)
- 2019 – Tempo (med Missy Elliott)
- 2019 – Good as Hell (omsläpp, inklusive version med Ariana Grande)
- 2020 – Cuz I Love You
- 2021 – Rumors (med Cardi B)
- 2022 – About Damn Time
- 2022 – 2 Be Loved (Am I Ready)
- 2023 – Special (inklusive version med SZA)
- 2025 – Love in Real Life

### Singlar (som bidragande artist)
- 2015 – Iko (med N.A.S.A.)
- 2015 – Hands Up Don't Shoot! (med (N.A.S.A. och Sean Paul)
- 2019 – Blame It on Your Love (med Charli XCX)

### Marknadsföringssinglar
- 2019 – Stayin' Alive
- 2022 – Grrrls
- 2022 – Someday at Christmas